# Clavibertus
Clavibertus prominens
Genre
Espèce
Clavibertus est un  genre fossile d'araignées aranéomorphes de la famille des Theridiidae. Son espèce type est Clavibertus prominens.

## Distribution
Les espèces de ce genre ont été découvertes dans de l'ambre de la mer Baltique. Elles datent du Paléogène.

## Liste des espèces
Selon The World Spider Catalog 15.5 :
- †Clavibertus parvus Wunderlich, 2008
- †Clavibertus prominens Wunderlich, 2008, espèce type[1].

## Publication originale
- (en) Jörg Wunderlich, On extant and fossil (Eocene) European comb-footed spiders (Araneae: Theridiidae), with notes on their subfamilies, and with descriptions of new taxa., vol. 5, coll. « Beiträge zur Araneologie », 2008, 140–469 p..